# Ihor Pavljuk
Ihor Pavljuk (ukrajinsky Ігор Зиновійович Павлюк; * 1. ledna 1967 Volyňská oblast, Ukrajinská SSR) je ukrajinský spisovatel a vědecký pracovník. Získal cenu Tarase Ševčenka, cenu Hryhorije Skovoroda, mezinárodní ocenění Nikolaje Gogola „Triumph“ za literaturu v roce 2004, laureát anglického Mezinárodní PEN klubu a doktorát ze společenských věd.

## Život a dílo
Narodil se na Ukrajině ve volyňské oblasti. Deset dní po jeho porodu mu zemřela matka. Vychovali ho prarodiče z matčiny strany, kteří se přistěhovali z města Chełm. 
Studoval na leningradské technické univerzitě, kterou však opustil, protože se chtěl věnovat psaní. Výsledek tohoto rozhodnutí mu však přinesl místo na stavbě silnice v tajze na Zabajkalsku.
Po pádu Sovětského svazu se vrátil ke studiu žurnalistiky na Lvovské univerzitě, kterou absolvoval s vyznamenáním v roce 1992.
Po dokončení studia působil novinář v náboženském tisku a stal se korespondentem literárního oddělení rádia.
V letech 1999–2000 podnikl cestu po Spojených státech.
Byl účastníkem mezinárodních literárních festivalů nebo setkání v Gruzii, Rusku, Estonsku, Bělorusku, Polsku, Turecku a Irsku.
Kromě řady knih je autorem i několika písní a divadelních představení.
Jeho básně vyšly v anglickém sborníku Envoi pod názvem "An Autumnal Elergy", dále v literárním magazínu Acumen s názvem Meteorit, v The Apple Valley Review pod názvem Horses in Masks, v Barnwood International Poetry Mag, Le zaporogue, v ruštině v literárních novinách ("Литературная газета") pod názvem Ласковый сын природы.